# Mo Bicep
Pour les articles homonymes, voir Bicep.
Mo Bicep, de son vrai nom Mohamed Lemhadi, né le 9 septembre 1990 à Bréda (Pays-Bas), est un vidéaste web et entrepreneur à la double nationalité néerlandaise et marocaine.
Influenceur populaire, il se fait connaître en tant que youtubeur spécialisé dans le domaine de la musculation. Il diversifie par la suite ses vidéos, avec notamment des documentaires et des vlogs.

## Biographie
Mohamed Lemhadi naît à Breda aux Pays-Bas de parents marocains. Le père de Mohamed Lemhadi arrive aux Pays-Bas en 1967 en provenance du Maroc pour travailler dans la fabrique Groko Diepvriesgroente. Il grandit dans le quartier Hoge Vucht.
Mohamed arrête tôt l'école à cause de ses dépressions. En 2012, il est obèse et pèse 107 kilos, passe son temps à fréquenter des discothèques sans réels projets de vie. Quelques années plus tard, il se consacre dans le métier de vidéaste web, publiant des vidéos liées à la musculation sur la plateforme Youtube sous le pseudonyme Mo Bicep. Son audience explose lorsqu'il ajoute de l'humour à ses conseils de musculation et de nutrition. Mo Bicep bâtit sa notoriété grâce aux réseaux sociaux, compte rapidement parmi les plus suivis aux Pays-Bas, ce qui en fait une vedette du sport. En 2017, il ouvre sa propre école de sport à Bréda.
En février 2019, le rappeur néerlandais Kosso annonce un combat amical dans l'organisation Enfusion face à Mo Bicep,. En août 2019, il s'offre une Lamborghini. Une polémique fait rapidement surface dans les médias néerlandais, à cause des Brédois qui se plaignant du bruit du véhicule. En avril 2020, Mo Bicep prend part à l'émission Ramadan Late Night diffusée en direct sur FunX.
Le 11 janvier 2021, le kickboxeur Badr Hari collabore officiellement avec Mo Bicep en signant un contrat. Le kickboxeur devient l'ambassadeur principal de la marque MB Nutrition crée par Mo Bicep.

## Carrière musicale
- 2018 : Laat Ze Zien feat. Faint
- 2018 : Eiwitten Hoog Houden feat. Faint
- 2020 : Keukenla feat. OG, MASSA, Doontje et Etcie

## Télévision
- 2018 : invité sur le plateau MTV First sur MTV (en)
- 2019 : First Fear: Springt Mo Bicep Uit Het Vliegtuig Of Niet? sur FunX[13]
- 2019 : invité dans l'émission Ramadan Late Night 2019 sur FunX
- 2019 : invité sur le plateau MTV First sur MTV (en)
- 2019 : Mobicep zet dronken man uit winkel sur De Telegraaf
- 2019 : Mobicep pakt lachgaskoning Deniz aan, présent lors de l'émission De TeleYouTube Show sur NPO 1
- 2020 : interviewé dans l'émission Bij Andy in de auto! sur Fox Sports
- 2020 : invité dans l'émission Ramadan Late Night 2020 sur FunX